# Monsieur de Saint-Cadenas
Pour les articles homonymes, voir Cadenas (homonymie).
Monsieur de Saint-Cadenas est une comédie-vaudeville en 1 acte d'Eugène Labiche, représentée pour la 1re fois à Paris au Théâtre du Palais-Royal le 20 février 1856.
- Collaborateur Marc-Michel.
- Editions Michel Lévy frères.

## Distribution
| Acteurs et actrices ayant créé les rôles |                   |
| Personnage                               | Acteur ou actrice |
| De Saint-Éveil                           | Ravel             |
| Cottentin                                | Amant             |
| Verdier                                  | M. Pellerin       |
| Antoine, domestique de Saint-Éveil       | Kalekaire         |
| Clémence, fille de Cottentin             | Mlle Irma         |
| Pierrette, domestique de Cottentin       | Mme Dupuis        |